# Nación Mestiza
La Nación Mestiza (En portugués: Nação Mestiça) es una organización no gubernamental internacional fundada en 2001 en Brasil de la ciudad de Manaus, estado de Amazonas. El objetivo del órgano es defender el proceso espontáneo de mezcla entre los diferentes grupos étnicos en Brasil y promover la protección de los mestizos y el reconocimiento como herederos de los legados personas de las que descienden.
La organización fue creador del Día del Mestizo.